# Damaoshan Nongchang
Damaoshan Nongchang (kinesiska: 大帽山农场) är en administrativ enhet på sockennivå i sydöstra Kina. Den ligger i stadsdistriktet Xiang'an i staden Xiamen i provinsen Fujian, omkring 170 kilometer sydväst om provinshuvudstaden Fuzhou. Antalet invånare är 2 234. Befolkningen består av 1 104 kvinnor och 1 130 män. Barn under 15 år utgör 17,0 %, vuxna 15-64 år 71 %, och äldre över 65 år 10,0 %. Enheten administrerar ett jordbruk.